# Jake Jagielski
Jake Jagielski, gespeeld door acteur Bryan Greenberg, is een personage uit de televisieserie One Tree Hill.

## Seizoen 1
Jake Jagielski wordt aan het begin van de serie beschreven als de enige basketbalspeler van de Ravens die het leven van Lucas Scott niet zuur maakt. Ook heeft hij een duister geheim, dat de eerste paar afleveringen nog niet bekend wordt gemaakt. Al snel wordt onthuld dat hij een dochter heeft. Dit is de reden dat coach Whitey Durham hem soms trainingen liet missen. Hij wilde het geheimhouden om Jenny te beschermen tegen haar moeder, Nicki, maar wanneerLucas Scott denkt dat hij zich voor haar schaamt, vertelt Jake publiekelijk de waarheid. Vooral Peyton krijgt een sterke band met Jenny. Als Nicki de stad in komt om Jenny te halen, vlucht Jake, met de hulp van Peyton, naar Florida. Later blijkt dat hij verblijft in Savannah.

## Seizoen 2
Wanneer Lucas tegen Jake zegt dat Peyton zich eenzaam voelt, keert Jake terug. Hij krijgt een relatie met Peyton en alles lijkt goed te gaan. Echter, terwijl Jake is gevlucht, heeft de onverantwoordelijke Nicki voogdij gekregen over Jenny. Jake, die niet is komen opdagen bij het proces, moet naar de gevangenis. Ondertussen draagt hij Jenny over aan Whitey, die haar naar Florida rijdt. Wanneer hij wordt vrijgelaten, ontdekt hij dat Nicki Jenny al heeft gevonden. Hij verlaat opnieuw Tree Hill om zijn dochter te redden.

## Seizoen 3
In het derde seizoen komt alles weer goed en hoeft Jake niet meer te vluchten. Hij keert echter niet terug naar Tree Hill. Nadat ze wordt neergeschoten, zoekt Peyton Jake op en krijgen ze weer een relatie. Ze doet een huwelijksaanzoek dat Jake accepteert. Maar wanneer ze in haar slaap zegt dat ze van Lucas houdt, vertelt Jake dat ze terug moet gaan naar de plek waar ze het liefst is. Vervolgens verlaat Peyton Jake.